# Autostrady i drogi ekspresowe na Słowacji

Stan realizacji sieci autostrad i dróg ekspresowych
Istniejące
W budowie
Planowane

Autostrady i drogi ekspresowe na Słowacji stanowią płatną sieć drogową. W 2016 roku oddanych do użytku było 463,32 km autostrad oraz 243,27 km dróg ekspresowych. Pierwsze autostrady na Słowacji powstały w latach 30. XX wieku. Prowadziły do Pragi.

## Opłaty
Do 2015 roku kierowcy pojazdów samochodowych musieli posiadać winietę, naklejoną na przedniej szybie samochodu. 1 stycznia 2016 zostały one zastąpione winietami elektronicznymi. Bezpłatne są niektóre, krótkie odcinki, m.in. w okolicach dużych miast.

## Planowana sieć autostrad
Autostrady na Słowacji oznacza się znakiem białego wiaduktu nad dwiema białymi jezdniami na granatowym tle. Numerowane są znakiem o czerwonym tle. Przed numerem zawsze znajduje się litera D (w języku słowackim: diaľnice). Drogowskazy na autostradach mają zielone tło. Są drogami z co najmniej dwoma pasami ruchu w każdym kierunku oraz pasem awaryjnym.
Ograniczenia prędkości to dla:
- samochodów osobowych
  - w terenie zabudowanym 90 km/h
  - w terenie niezabudowanym 130 km/h
- samochodów ciężarowych 80 km/h

Poniższa tabela zawiera zestawienie planowanych autostrad na Słowacji. W rubryce Długość całkowita, wartości oznaczone symbolem * są przybliżone i mają charakter jedynie orientacyjny (nieustalony jest ostateczny przebieg tych dróg, tym samym nieznana dokładna ich długość). Dane w pozostałych rubrykach według stanu na czerwiec 2016 r.
| Autostrady na Słowacji (stan na czerwiec 2016) |                     |                    |               |                                  |                |                                 |
| Oznaczenie                                     | Zakładany przebieg  | Zakładany przebieg | Dł. całkowita | Odcinki gotowe                   | Odcinki gotowe | W budowie                       |
| D1                                             | Bratysława          | Záhor              | 516,4 km      | 359,0 km + 7,3 km jedna jezdnia  | 70,93%         | 40,1 km                         |
| D2                                             | Brodské             | Čunovo             | 80,5 km       | 80,5 km                          | 100%           |                                 |
| D3                                             | Hričovské Podhradie | Skalite            | 59,8 km       | 8,7 km + 4,3 km jedna jezdnia    | 21,74%         | 4,3 km + 15,3 km jedna jezdnia  |
| D4                                             | Jarovce             | Devínska Nová Ves  | 42,9 km*      | 2,0 km + 3,0 km jedna jezdnia    | 11,66%         |                                 |
| Razem autostrad                                | Razem autostrad     | Razem autostrad    | 699,1 km      | 449,7 km + 14,6 km jedna jezdnia | 66,41%         | 44,4 km + 15,3 km jedna jezdnia |

## Planowana sieć dróg ekspresowych
Drogi ekspresowe na Słowacji oznacza się znakiem białego samochodu na niebieskim tle. Numer drogi poprzedzony jest literą R. Drogowskazy na drogach ekspresowych mają zielone tło.
Drogi ekspresowe na Słowacji mają zdecydowanie niższe standardy niż autostrady. Maksymalna prędkość wynosi 130 kilometrów na godzinę. Znaki wyglądają jak tablice informacyjne na autostradach tzn. białe litery na czerwonym tle.
| Lista dróg ekspresowych na Słowacji (stan na sierpień 2025) |                         |                         |               |                                 |                |           |
| Oznaczenie                                                  | Zakładany przebieg      | Zakładany przebieg      | Dł. całkowita | Odcinki gotowe                  | Odcinki gotowe | W budowie |
| R1                                                          | Trnawa                  | Rużomberk               | 270,5 km      | 177,1 km                        | 65,5%          | 8,1 km    |
| R2                                                          | Trenczyn                | Košické Oľšany          | 338,3 km      | 36,1 km + 32,1 km jedna jezdnia | 20,2%          | 23,4 km   |
| R3                                                          | Trzciana                | Šahy                    | 177,0 km      | 0 km +24,2 km jedna jezdnia     | 13,68%         |           |
| R4                                                          | Vyšný Komárnik          | Milhosť                 | 88,4 km       | 18,7 km + 4,6 km jedna jezdnia  | 26,17%         |           |
| R5                                                          | Świerczynowiec          | Świerczynowiec          | 2,0 km        | 0 km                            | 0%             |           |
| R6                                                          | Lysá pod Makytou        | Beluša                  | 30 km         | 0 km + 2,7 km jedna jezdnia     | 9%             |           |
| R7                                                          | Bratysława              | Łuczeniec               | 223,8 km      | 32,2 km                         | 14,38%         |           |
| R8                                                          | Nitra                   | Bánovce nad Bebravou    | 54,9 km       | 0 km                            | 0%             |           |
| Razem dróg ekspresowych                                     | Razem dróg ekspresowych | Razem dróg ekspresowych | 1184,6 km     | 265 km + 63,6 km jedna jezdnia  | 27,77%         | 31,5 km   |